# Carneiro Vilela
Joaquim Maria Carneiro Vilela (Recife, 9 de abril de 1846 — Recife, 1º de julho de 1913), popularmente conhecido como Carneiro Vilela, foi um escritor pernambucano, autor do renomado romance A Emparedada da Rua Nova, escrito em folhetins entre 1909 e 1912.

## Biografia
Filho do político Joaquim Vilela de Castro Tavares, foi romancista, comediógrafo, poeta e jornalista e também foi advogado, ilustrador, pintor paisagista e secretário de Governo. Em 1866 foi nomeado bibliotecário, além de exercer o cargo de juiz. 
Na companhia de outros escritores, fundou a Academia Pernambucana de Letras e fez parte d’ A Escola do Recife, movimento que surgiu em 1870 e que trazia idéias revolucionárias em filosofia, direito e literatura. Também fundou o "Jornal Oriente" (1866), "A América Ilustrada" (1871) e a revista caricata e humorística "O João Fernandes" (1886).
Escreveu cerca de quatorze romances utilizando o folhetim então em voga nos jornais de seu estado. Dotado de grande capacidade, chegava a escrever três folhetins por dia.
Segundo Luís Delgado: "Era um homem versátil e andejo". Foi autor de romances, crônicas, comédias, artigos e poemas. Além disso, ainda pintava quadros e fazia cenários teatrais.
Seu polêmico romance naturalista, A emparedada da Rua Nova, provocou tanta polêmica na época, que pensou-se posteriormente tratar-se de um caso verídico, entre a sociedade recifense, o dramático caso narrado no livro. Um abastado comerciante, Jaime Favais, enganado pela mulher e enlouquecido pela gravidez da filha solteira, lava com sangue e desvario a sua "honra". A obra já está na quarta edição de publicação e, graças a Lucilo Varejão Filho, foi recentemente reeditada na coleção Grandes Mestres do Romance Pernambucano.

## Obras
- Inah, 1879, romance
- Iara, 1880, romance
- Noêmia, 1894, romance
- A menina de luto, 1871, romance
- Os mistérios do Recife, 1975, romance
- Os mistérios da Rua da Aurora, 1891, romance
- O esqueleto, 1875, romance
- O amor, A mulher de gelo, Perfil do século XIX, entre 1871 e 1875, romances
- A gandaia, 1899, romance
- Drama íntimo, 1900, romance
- Quadros da vida, 1901, romance
- Os filhos do governador, 1907, romance
- A emparedada da Rua Nova, entre 1909 e 1912